# 하치만정 (기후현)
하치만정(일본어: 八幡町)은 일본 기후현 구조군에 설치되었던 정이다. 2004년 3월 1일에 구조군의 7정촌이 합병해 구조시가 성립해 하치만정은 폐지되었다.

## 지리
히다 고지 남부에 위치한다. 나가라강이 정역을 북에서 남으로 관류하고 있으며 시가지의 해발고도는 약 200m이며, 마을 동서 산지에서 지류가 흘러든다. 취락은 나가라강의 지류를 따라 형성되어 있으며, 나가라강과 지류인 요시다강의 합류점 부근이 시가지이다.

## 역사
- 1889년 7월 1일 - 정촌제 시행으로 구조군 하치만정이 성립하였다.
- 1954년 12월 15일 - 하치만정, 가와아이촌, 구치묘가타촌, 아이오이촌, 니시와라촌이 합병해 하치만정이 성립하였다.
- 1957년 4월 1일 - 야마토촌의 일부를 편입하였다.
- 2004년 3월 1일 - 야마토 정·시라토리 정·다카스 촌·미나미 촌·메이호 촌·와라 촌과 합병해 구조시가 성립하였다. 동일 하치만정은 폐지되었다.

## 교통

### 철도
- 나가라가와 철도 에쓰미난 선

### 도로
- 도카이호쿠리쿠 자동차도
- 국도 제156호선
- 국도 제256호선
- 국도 제472호선

## 참고 문헌
- 角川日本地名大辞典編纂委員会,『角川日本地名大辞典 21 岐阜県』1980, 角川書店